# لرزان‌چمن
علف لرزان (نام علمی: Briza) نام یک سرده از تیره گندمیان است.